# Toma I al Constantinopolului
Toma I al Constantinopolului (în greacă Θωμάς Α΄, transliterat: Tomas), (n.  ? – d. 3 aprilie 610 d.Hr., Constantinopol, Imperiul Roman de Răsărit) a fost un cleric ortodox bizantin, care a îndeplinit funcția de patriarh al Constantinopolului din 607 până în 610.
Contextul politic în care a avut loc numirea sa ca patriarh în anul 607 a fost destul de tulbure. Imperiul Bizantin era frământat în acea vreme de conflicte interne și externe, care au afectat stabilitatea sa politică și au slăbit autoritatea imperială și bisericească. Păstorirea patriarhului Toma I a fost destul de scurtă și fără prea multe evenimente menționate în cronici. El este cunoscut în primul rând prin faptul că s-a rugat să moară înaintea de a vedea primejdiile prevestite asupra Bisericii Ortodoxe și Imperiului Roman de Răsărit. Biserica Ortodoxă îi onorează memoria pe 21 martie prin sărbători și banchete în fiecare an.

## Biografie
Data nașterii lui nu este cunoscută. El a fost mai întâi diacon, iar în timpul păstoririi patriarhului Ioan al IV-lea Postitorul (582-595) a fost numit „sakellarios” al Bisericii Hagia Sofia din Constantinopol.
În anul 607, la trei luni după moartea patriarhului Chiriac (595-606), urmașul lui Ioan Postitorul, Toma a fost ales ca succesor al acestuia pe tronul patriarhal de către împăratul bizantin Focas Tiranul (602-610). El s-a preocupat în toate modurile posibile de nevoile spirituale ale turmei sale și a murit la 20 martie 610.
Patriarhul Toma al Constantinopolului a fost canonizat de Biserica Ortodoxă și este prăznuit în ziua de 21 martie de către bisericile ortodoxe care urmează calendarul iulian și pe 3 aprilie de către cele care folosesc calendarul gregorian.

## Istoric

### O perioadă tulbure

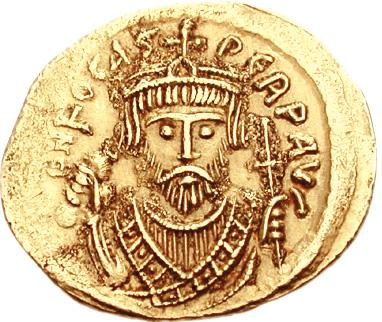
Solidus cu efigia împăratului Focas.

După moartea împăratului Iustinian în 565, Imperiul Roman de Răsărit a trecut printr-o perioadă de frământări interne. Au apărut în acest timp mai multe conflicte cu privire la succesiune: Iustinian (527-565) a fost urmat de Iustin al II-lea (565-578), căruia i-au succedat pe rând Tiberiu al II-lea Constantin (578-582) și Mauriciu (582-602). Mauriciu a fost răsturnat de pe tron de Focas (602-610) care a fost răsturnat la rândul lui de Heraclius (610-641). Între anii 565 și 610 Imperiul Bizantin a schimbat de șase ori administrația imperială. În plus, pentarhia Bisericii Creștine, formată din cei mai importanți cinci episcopi: episcopul Romei (papa), episcopul Constantinopolului, episcopul Antiohiei, episcopul Ierusalimului și episcopul Alexandriei, s-a fragmentat treptat. În cele din urmă, patriarhul Constantinopolului a rămas singurul episcop care și-a păstrat influența în cadrul Imperiului. Această dezintegrare a pentarhiei a început odată cu capturarea Alexandriei de către Heraclius, precum și a Ierusalimului de către arabi.
Acestei instabilități politice prelungite i s-au adăugat reducerea dimensiunii orașelor și chiar dispariția unor orașe din cauza extinderii epidemiei de ciumă bubonică în marile orașe ale Europei; Constantinopolul nu a fost ferit nici el. Ciuma a început să facă ravagii încă din anul 541 (fiind cunoscută atunci sub numele de „ciuma lui Justinian”), revenind periodic la fiecare 20 de ani până în 767. Ciuma se adaugă fenomenelor meteorologice din anii 535-536 care au marcat deceniile următoare în toată lumea și au fost observate de populația contemporană. Într-adevăr, o erupție vulcanică a propulsat cenușă în atmosferă, ceea ce a avut ca efect mascarea parțială a luminii solare. Schimbarea climatică din anii 535-536 a avut consecințe grave pentru populația Imperiului Bizantin: recolte agricole foarte scăzute, precum și o foamete generalizată.
Perioada în care a avut loc numirea lui Toma în rangul de patriarh de către împăratul Focas a fost așadar foarte sumbră, cu atât mai mult cu cât revoltele sociale din cauza foametei erau în creștere și situația politico-socială și economică se degrada tot mai mult la Constantinopol și în întreg Imperiul Bizantin.
Toma I al Constantinopolului a trăit în timpul domniei împăratului Mauriciu și al împăratului Focas și, de asemenea, în timpul păstoririi patriarhilor Ioan al IV-lea Postitorul (582-595) și Chiriac al II-lea (596-606).

### Prevestirea unor primejdii
Patriarhul Toma este cunoscut mai ales, potrivit tradiției, pentru reacția sa față de un semn tulburător care a apărut în Asia Mică în timpul păstoririi sale.
Tradiția menționează că în acea perioadă s-a arătat un semn în regiunea Galatia din Asia Mică. Crucile grele purtate în cursul unei procesiuni religioase au început să tremure și să se lovească una de alta, fără să fi fost mânuite astfel de credincioși. Patriarhul Toma i-a cerut bătrânului călugăr Teodor Sicheotul, cunoscut prin puterile sale de clarvăzător și care se afla atunci la Constantinopol, să-i explice semnificația acestui fenomen neobișnuit. Teodor Sicheotul i-a dezvăluit patriarhului că Biserica Ortodoxă va trece printr-o serie de tulburări și dezastre în perioada imediat următoare și că Imperiul Roman de Răsărit era în pragul unei invazii barbare. Auzind acestea, Toma s-a îngrozit și a început să se roage ca Dumnezeu să-i dea un sfârșit grabnic înainte ca aceste preziceri să se adeverească. Invaziile prevestite au fost cele ale arabilor dinspre sud-est și ale bulgarilor dinspre nord.

### Succesiune
După moartea patriarhului Toma în anul 610 (se pare că în urma unei boli), s-au iscat o serie de tulburări în cadrul Bisericii Constantinopolului: succesorul său, patriarhul Serghie (610-638), a formulat o nouă mărturisire de credință în concordanță cu doctrina monotelită. În scurtă vreme adepții acestei doctrine au câștigat teren până când monotelismul a fost condamnat ca erezie de Sinodul al VI-lea ecumenic de la Constantinopol (680-681). Prin „permisiunea” lui Dumnezeu, a izbucnit un război cu Persia, care s-a dovedit dezastruos pentru Bizanț. Ca urmare, regiunile grecești din Asia Mică au fost complet devastate, Ierusalimul a fost asediat și capturat de perși, iar racla cu lemnul Sfintei Cruci a fost luată ca pradă de război și dusă în Persia. Astfel, toate nenorocirile presupuse de patriarhul Toma în timpul procesiunii bisericești s-au adeverit.